# Episodi di In Plain Sight - Protezione testimoni (seconda stagione)
La seconda stagione della serie televisiva In Plain Sight - Protezione testimoni è stata trasmessa in prima visione negli Stati Uniti d'America da USA Network dal 19 aprile al 9 agosto 2009.
In Italia la messa in onda in prima visione della stagione, avvenuta in chiaro su LA7, è stata piuttosto travagliata. Dopo aver debuttato il 30 agosto 2011, la stagione è stata interrotta dopo la trasmissione del secondo episodio. La messa in onda è successivamente ripresa dal 28 aprile 2012, ma è stata nuovamente fermata il 13 maggio 2012 (gli episodi dal 10 al 13, previsti inizialmente per il 19 e 20 maggio 2012, sono stati rimandati per lasciare spazio a due edizioni straordinarie del TG LA7). L'episodio 10 è stato trasmesso nell'agosto 2012. La trasmissione della stagione è poi ripresa, dall'episodio 11, il 14 gennaio 2013. Gli ultimi due episodi sono andati in onda in ordine invertito.
| nº | Titolo originale              | Titolo italiano             | Prima TV USA   | Prima TV Italia  |
| -- | ----------------------------- | --------------------------- | -------------- | ---------------- |
| 1  | Gilted Lily                   | Tornare al lavoro           | 19 aprile 2009 | 30 agosto 2011   |
| 2  | In My Humboldt Opinion        | Ansia                       | 26 aprile 2009 | 6 settembre 2011 |
| 3  | A Stand-Up Triple             | Una famiglia particolare    | 3 maggio 2009  | 28 aprile 2012   |
| 4  | Rubble with a Cause           | Fedeltà assoluta            | 10 maggio 2009 | 28 aprile 2012   |
| 5  | Aguna Matatala                | Aguna Matatala              | 17 maggio 2009 | 29 aprile 2012   |
| 6  | One Night Stan                | La storia di Stan           | 31 maggio 2009 | 29 aprile 2012   |
| 7  | Duplicate Bridge              | Una questione di equilibrio | 7 giugno 2009  | 5 maggio 2012    |
| 8  | A Frond in Need               | Un vero amico               | 14 giugno 2009 | 12 maggio 2012   |
| 9  | Who's Bugging Mary?           | Le ombre del passato        | 21 giugno 2009 | 13 maggio 2012   |
| 10 | Miles to Go                   | Alla ricerca di Miles       | 28 giugno 2009 | agosto 2012      |
| 11 | Jailbait                      | Una minorenne pericolosa    | 12 luglio 2009 | 14 gennaio 2013  |
| 12 | Training Video                | Video di addestramento      | 19 luglio 2009 | 15 gennaio 2013  |
| 13 | Let's Get It Ahn              | Falsità                     | 26 luglio 2009 | 16 gennaio 2013  |
| 14 | Once a Ponzi Time             | Un'altra persona            | 2 agosto 2009  | 18 gennaio 2013  |
| 15 | Don't Cry for Me, Albuquerque | Una martire                 | 9 agosto 2009  | 17 gennaio 2013  |